# Bob Kortman
Bob Kortman est un acteur américain né le 24 décembre 1887, à Philadelphie, en Pennsylvanie, et mort le 13 mars 1967 à Long Beach, en Californie. Il est parfois crédité Robert Kortman.

## Biographie
Sa carrière, débutée au cinéma muet, se poursuit au parlant à partir des années 1930.

## Filmographie partielle

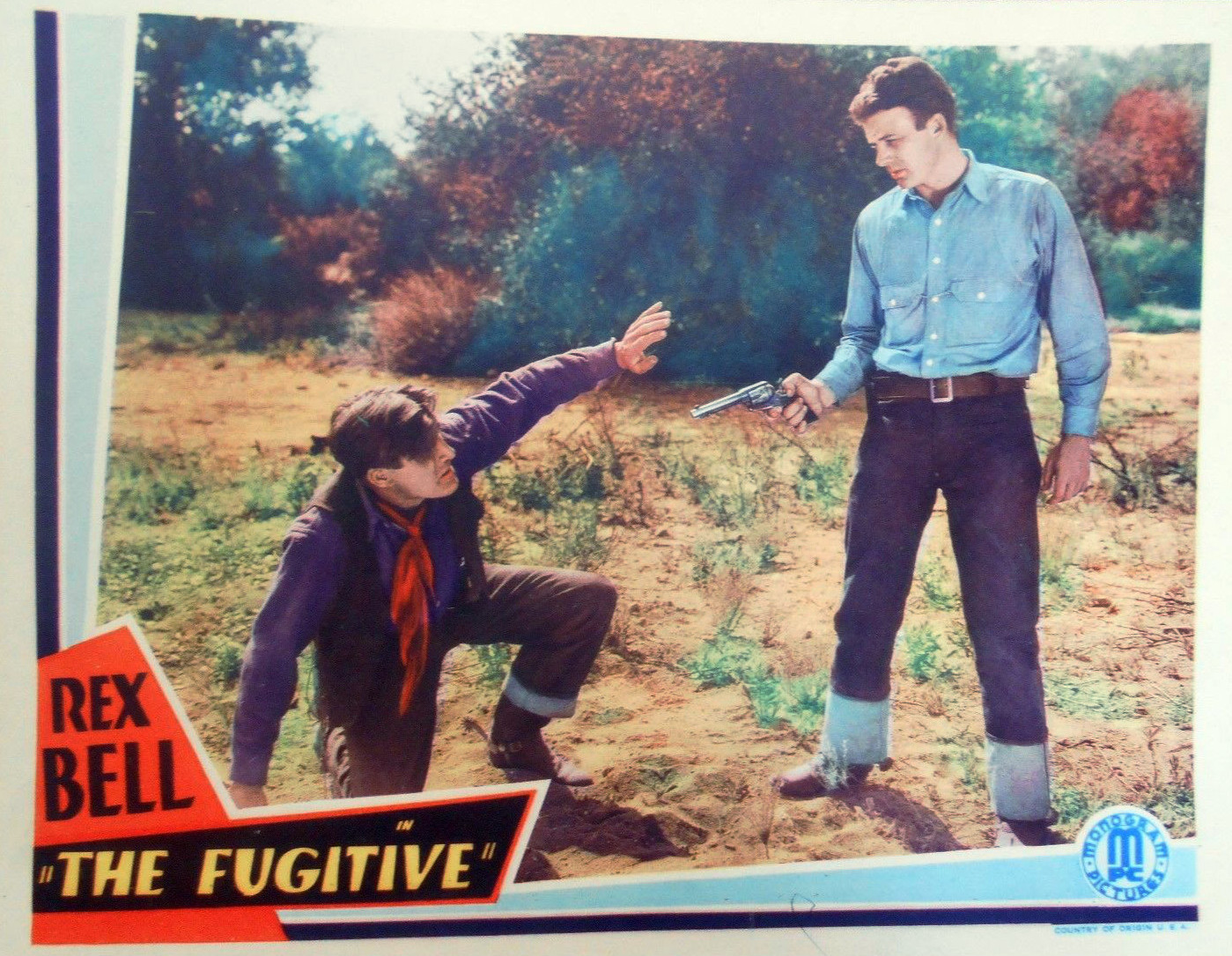
Bob Kortman (à gauche) et Rex Bell (debout à droite) dans The Fugitive (1933).

- 1914 : Bad Buck of Santa Ynez de William S. Hart : Shérif (non crédité)
- 1915 : The Ruse de William H. Clifford et William S. Hart : Un bandit
- 1915 : Un lâche (The Coward) de Thomas H. Ince et Reginald Barker : Un officier
- 1919 : Un soir d'orage (Through the Wrong Door) de Clarence G. Badger
- 1920 : La Galère infernale (Godless Men) de Reginald Barker
- 1922 : Arabian Love de Jerome Storm
- 1923 : La Terre a tremblé (The Shock) de Lambert Hillyer : Henchman
- 1923 : La Force du sang (All the Brothers Were Valiant) de Irvin Willat : Vorde
- 1924 : The White Sheep de Hal Roach
- 1926 : Le Corsaire masqué (The Eagle of the Sea) de Frank Lloyd : Un pirate (non crédité)
- 1927 : Maison à louer (Duck Soup) de Fred Guiol : Le garde-forestier recruteur
- 1927 : L'Aurore (Sunrise) de Friedrich Wilhelm Murnau
- 1930 : The Lone Defender de Richard Thorpe : Jenkins
- 1931 : De bote en bote ou Los Presidiarios de James Parrott : Un prisonnier
- 1931 : Les Deux Légionnaires (Beau Hunks) de James W. Horne : Une nouvelle recrue
- 1931 : Vingt-quatre Heures de Marion Gering
- 1931 : The Vanishing Legion de Ford Beebe et B. Reeves Eason
- 1932 : Gold d'Otto Brower
- 1932 : L'Aigle blanc (White Eagle) de Lambert Hillyer : Shérif
- 1932 : L'Île du docteur Moreau (Island of Lost Souls) d'Erle C. Kenton
- 1933 : Laurel et Hardy policiers (The Midnight Patrol) de Lloyd French : Le voleur à la tire
- 1933 : The Fugitive (en) de Harry L. Fraser
- 1934 : Au service du droit (The Lone Defender) de Richard Thorpe : Jenkins
- 1935 : Le Cavalier miracle (The Miracle Rider) de B. Reeves Eason et Armand Schaefer : Longboat
- 1936 : La Fille du bois maudit (The Trail of the Lonesome Pine) de Henry Hathaway : Gorley Falin
- 1936 : La Chevauchée solitaire (The Lonely Trail) de Joseph Kane : Capitaine Hays
- 1938 : Vous ne l'emporterez pas avec vous (You Can't Take It With You) de Frank Capra
- 1938 : The Renegade Ranger de David Howard : Idaho
- 1941 : Les Voyages de Sullivan (Sullivan's Travels) de Preston Sturges
- 1947 : Les Corsaires de la terre (Wild Harvest) de Tay Garnett : Sam
- 1947 : Ils étaient quatre frères (Blaze of Noon) de John Farrow
- 1948 : La Grande Horloge (The Big Clock) de John Farrow
- 1950 : Terre damnée (Copper Canyon) de John Farrow : Bill Newton
- 1950 : Marqué au fer (Branded) de Rudolph Maté : Hank
- 1951 : Le Gouffre aux chimères (Ace in the Hole) de Billy Wilder